# Nigel Cox
Nigel Cox (n. 13 ianuarie, 1951 - d. 28 iulie, 2006) a fost un scriitor și director de muzeu neozeelandez.

## Opere
- Waiting for Einstein (1984)
- Dirty Work (1987)
- Skylark Lounge (2000)
- Tarzan Presley (2004)
- Responsibility (2005)
- The Cowboy Dog (2006)